# مشيات الخيل
مشيات الخيل وهي المشيات المختلفة التي يمكن للخيل تأديتها، إما بشكل طبيعي أو نتيجة للتدريب المتخصص من قبل البشر.

## مشيات الخيل الأربعة
- المسار: هو مشية أربعة ضربات بحيث تسمع أصوات حوافر الحصان بـ 1.2.3.4 ، متوسط المسافة الذي يقطعها الخيل في الساعة عن طريق هذه المشية هو 6.4 كم تقريباً .
- الخبب: هو مشية ضربتان، بحيث تسمع أصوات حوافر الحصان بـ 1.2، متوسط المسافة الذي يقطعها الخيل في الساعة عن طريق هذه المشية هو 13 كم تقريباً.
- العدو: هو مشية مضبوطة بثلاث ضربات، بحيث تسمع أصوات حوافر الحصان بـ 1.2.3، عادةً يكون العدو أسرع قليلاً من الخبب، متوسط المسافة الذي يقطعها الخيل في الساعة عن طريق هذه المشية هو مابين 16-27 كم تقريباً.
- العدو السريع: يشبه إلى حد كبير العدو، إلا أنه أسرع، وأكثر تغطية الأرض، وثلاثة ضربات العدو تتغير إلى مشية أربعة ضربات. و هي أسرع مشية للخيل (السرعة القصوى للخيل)، متوسط المسافة الذي يقطعها الخيل في الساعة عن طريق هذه المشية هو 40 إلى 48 كم تقريباً.